# Любнови-Малі
Любнови-Малі (пол. Lubnowy Małe, нім. Klein Liebenau) — село в Польщі, у гміні Суш Ілавського повіту Вармінсько-Мазурського воєводства.
Населення — 292 особи (2011).
У 1975-1998 роках село належало до Ельблонзького воєводства.

## Демографія
Демографічна структура станом на 31 березня 2011 року:
|          | Загалом | Допрацездатний вік | Працездатний вік | Постпрацездатний вік |
| -------- | ------- | ------------------ | ---------------- | -------------------- |
| Чоловіки | 145     | 38                 | 96               | 11                   |
| Жінки    | 147     | 48                 | 78               | 21                   |
| Разом    | 292     | 86                 | 174              | 32                   |